# Malaltia de Pick
La malaltia de Pick, en medicina, fa referència a una demència similar a l'Alzheimer però amb la diferència que només afecta zones concretes del cervell, és una variant de les demències frontotemporals. Aquesta patologia representa l'1% del total de les demències. És una patologia progressiva que no afecta l'estat de consciència però si les habilitats cognitives i socials. A grans trets, consisteix en l'atròfia lenta i progressiva de les neurones del cervell. Les zones més afectades són la frontal i temporal. A més a més, hi ha una gran afectació del còrtex cerebral i dilatació dels ventricles.

## Història
La malaltia de Pick va ser descoberta per un professor de psiquiatria de la Universitat de Carolina a Praga. Aquest professor, anomenat, Arnold Pick, va descobrir i donar a conèixer aquesta malaltia l'any 1892. Aquest va arribar a la conclusió de l'existència d'aquesta malaltia estudiant els cervells, i les seves lesions, de persones mortes, amb demència. Després de l'anàlisi dels cervells va trobar una atròfia al lòbul frontal i temporal anterior. Va observar que a les neurones, en les quals s'hi havien trobat lesions, tenien un nucli de proteïnes anomenat «cossos de Pick». Anys més tard, Alois Alzheimer, el descobridor de la malaltia d'Alzheimer, va comprovar que eren dues patologies diferents al no trobar plaques senils ni altres símptomes associats a l'Alzheimer.

## Epidemiologia
Aquesta malaltia neurodegenerativa és poc freqüent. Afecta ambdós sexes i la franja d'edat més prevalent per aparèixer és dels 45 als 60 anys aproximadament. La seva evolució és lenta i progressiva. Si l'edat d'aparició és més primerenca, el pronòstic pot ser més dolent.

## Etiologia
La causa d'aquesta patologia no es coneix de forma exacta i precisa. Consisteix en una destrucció de les cèl·lules nervioses del cervell. A les neurones, en el seu interior, hi ha els anomenats «cossos de Pick» o «cèl·lules de Pick». Aquestes substàncies contenen una proteïna, anomenada tau, que es troba de manera natural a totes les persones, però les afectades per la malaltia de Pick en tenen quantitats superiors o amb una forma anormal.

## Simptomatologia
La simptomatologia de la malaltia de Pick apareix de forma lenta i progressiva. Els signes i símptomes es poden agrupar segons zona d'afectació: alteracions del llenguatge, alteracions del comportament, alteracions emocionals i alteracions neurològiques. El deteriorament cognitiu que es desencadena afecta a totes les àrees de la vida personal de la persona afectada, és a dir, personal, social i laboral. A més a més, afecta a totes les dimensions de la persona: física, psicològica i social.
Les alteracions que es produeixen en relació amb el llenguatge són l'afàsia, és a dir, dificultat de la parla fins i tot pèrdua total de la parla, repetició de paraules, pèrdua del vocabulari, dificultat per expressar-se, dificultat per escriure, entre d'altres. Les alteracions i canvis en el comportament apareixen, algunes d'elles, des de l'inici de la malaltia i, altres, apareixen a llarg termini. Algunes alteracions són: aïllament social, comportament repetitiu, desinhibició, actitud apàtica, actitud làbil, comportaments convulsius, problemes amb la higiene personal, simptomatologia depressiva, ansietat, entre d'altres. Pel que fa a l'estat emocional i anímic s'experimenten canvis que afecten a la mateixa persona i, també, a l'entorn més proper. Despreocupació per la situació i per la pròpia persona, neguit, irritabilitat, pèrdua d'interès per activitats de la vida diària, aïllament, tristesa, entre d'altres. A escala neurològica també apareixen tota una sèrie de signes i símptomes. Alguns d'ells són: rigidesa, tremolors, alteració de la marxa, incontinència urinària, apràxia entre d'altres. Tota la simptomatologia esmentada va incrementant de forma lenta i progressiva fins a ser més greu i evident.

## Diagnòstic
El diagnòstic d'aquest tipus de demència es duu a terme mitjançant l'estudi de la història clínica, una bona anamnesi, exploració física i proves complementàries necessàries. Es basa en la simptomatologia i els resultats de proves complementàries. Lá més important la biòpsiacerebral que pot confirmar la patologia. Algunes proves són: ressonància magnètica nuclear, examen neurològic, electroencefalografia, avaluació psiconeurològica, tomografia axial computada, examen líquid cefalorraquidi mitjançant punció lumbar i avaluació de funció motora i cognitiva.

## Tractament
Avui en dia no existeix un tractament per curar aquesta patologia. El tractament està destinat a millorar la simptomatologia presentada. Es poden utilitzar fàrmacs com analgèsics o anticolinèrgics. també, pot fer falta tractament farmacològic per estats depressiu i ansietat. El tractament psicològic pot ajudar a passar el dol de la malaltia a la persona afectada i familiars, però de vegades també pot crear més confusió i neguit. Els grups d'ajuda també són útils per compartir experiències. Sovint al final de la malaltia fa falta adaptar la llar. Els serveis socials poden ajudar a suplir necessitats bàsiques. Per exemple, serveis de voluntaris, atenció domiciliària, serveis de protecció als adults, entre d'altres.

## Pronòstic
Aquesta patologia és d'inici insidiós i progressiu amb una evolució bastant ràpida. Com més precoç el diagnòstic més mal pronòstic hi ha. La seva evolució desencadena una alteració de l'organisme i causa una important discapacitat. Entre 8 i 10 anys pot provocar la mort per insuficiència dels sistemes o infeccions vàries. Tot i així, cada cas és diferent i els factors d'influència també. Sempre cal consultar els professionals sanitaris.